# Шкурко Макар Іванович
Мака́р Іва́нович Шкурко́ (17 вересня 1914 — 29 квітня 1945)  — радянський військовик часів Другої світової війни, командир відділення протитанкових рушниць 2-го стрілецького батальйону 1054-го стрілецького полку 301-ї стрілецької дивізії, старший сержант, Герой Радянського Союзу (1945).

## Життєпис
Народився в селі Степківка, нині Первомайського району Миколаївської області, в селянській родині. Українець.
Після закінчення 5 класів школи працював у колгоспі рідного села трактористом.
Призваний до лав РСЧА Хабаровським міськвійськкоматом. Учасник німецько-радянської війни з вересня 1942 року. Воював на Північно-Західному та 1-му Білоруському фронтах.
На лівому березі річки Одер в районі міста Кюстрин у березні 1945 року бронебійник Шкурко підбив з ПТР та протитанковими гранатами чотири ворожих танки.
В ніч на 24 квітня 1945 року старший сержант Шкурко М. І. у складі десанту одним з перших форсував річку Шпрее поблизу населеного пункту Трептов (тепер в межах міста Берлін) і утримував плацдарм до підходу головних сил дивізії.
29 квітня 1945 року брав участь у вуличних боях у Берліні, неподалік від будівлі гестапо на Вільгельмштрасе. Підступи до однієї з будівель прострілювались німцями з трьох сторін, а на першому поверсі стріляв кулемет. Старший сержант Шкурко М. І. вирішив знищити цю ворожу вогневу точку. Разом з кількома бійцями він підповз до будівлі впритул, закидали її гранатами і піднялись в атаку. Ворога було знищено. Старший сержант Шкурко М. І. з прапором піднявся у отвір вікна, але ворожою кулею був смертельно поранений в голову.
Помер від ран 29 квітня 1945 року. Похований у братській могилі в місті Кюстрин (Польща).
Указом Президії Верховної Ради СРСР від 31 травня 1945 року за зразкове виконання бойових завдань командування на фронті боротьби з німецько-фашистськими загарбниками й виявлені при цьому мужність і героїзм, старшому сержанту Шкурку Макару Івановичу посмертно присвоєно звання Героя Радянського Союзу.

## Нагороди
- Медаль «Золота Зірка» Героя Радянського Союзу
- Орден Леніна
- Орден Вітчизняної війни 2-го ступеня

## Пам'ять
Ім'ям Шкурка М. І. названо вулицю в рідному селу Степківка. На будинку, де він жив, встановлена меморіальна дошка.